# Pierre Weil
Pierre Weil (Estrasburgo, 16 de abril de 1924 — Brasília, 10 de outubro de 2008)  foi um conhecido educador e psicólogo francês residente no Brasil. É autor de cerca de 40 livros.

## Biografia
Sensibiliza-se a respeito do preço da paz e do peso das fronteiras desde a infância: devido à sua condição de alsaciano, vivenciou conflitos religiosos na família, e políticos por conta das guerras na Europa, principalmente entre Alemanha e França. Aos quatorze anos escreveu em seu diário: “Minha pátria é principalmente a Terra”, e propôs uma unificação da Europa, tanto econômica quanto fronteiriça, o que sucinta sua opinião antinacionalista e unificadora. Aos dezessete, já em plena 2ª Guerra Mudial, Pierre se junta aos ‘maquis’, força revolucionária francesa que objetivava expulsar o nazismo, mas como enfermeiro partisan, e não guerrilheiro, mostrando assim sua afinidade com a paz.
Já famoso, Weil vivência uma crise existencial na qual só encontra resolução numa síntese entre a cultura ocidental e oriental, ou seja, Psicanálise e Yoga. Em 1982 faz um retiro de três anos no Tibet para trabalhar seu lado pessoal com as ferramentas orientais de autoconhecimento, após esse retiro Weil se julga capaz de continuar a se dedicar à educação para a paz.
Doutor em Psicologia pela Universidade de Paris.
Foi aluno de grandes psicólogos e de grandes educadores, tais como Henri Wallon, André Rey, Jean Piaget,m Leon Walther, Henri Piéron e André Rey.
Sua formação como psicoterapeuta se deu com Igor Caruso, Jacob Moreno, Zerka Moreno e Anne Ancelin Schützenberger.
Foi um dos responsáveis pela regulamentação da profissão de psicólogo no Brasil.
Assumiu na Universidade Federal de Belo Horizonte a cátedra em Psicologia Social, posteriormente ocupando a primeira cátedra em Psicologia Transpessoal, disciplina na qual é um dos pioneiros.
Em 1980 foi lançado pela Editora Vozes o livro escrito por Pierre Weil e Roland Tompakow chamado O Corpo Fala.
Em 1986, Weil redige a “Mersalha da Paz” um hino que tenta contrariar o modelo tradicional dos hinos nacionais que exibem um nacionalismo exacerbado e uma cultura de violência e de guerras. Este hino remete ao desejo de Weil pela unificação e pacificação mundial, e foi também chamado de “Hino do Planeta”.

## Vida acadêmica
Durante a juventude estudou no Liceu do Strasbourg e Mulhouse, posteriormente na Escola Prática de Psicologia e Pedagogia da Universidade de Lyon, na Faculdade de Psicologia e Ciências da Educação (Instituto Jean-Jacques Rousseau) da Universidade de Genebra e na Universidade de Paris, na qual fez doutorado em Psicologia.

## Período no Brasil
Chegou ao Brasil em 1948 a convite do professor Léon Walther, para o treinamento das equipes no Senac, no Rio de Janeiro. De 1949-1958 foi Chefe da Seção de Orientação e Seleção Profissional do Departamento Nacional do Senac e, a convite de Helena Antipoff foi Chefe do Consultório Psico-Pedagógico do Instituto Pestalozzi. Nesse período estudou sobre psicodiagnósticos, profissões e pesquisas sobre a biotipologia.
Em 1958 mudou-se para Belo Horizonte, onde foi chefe do Departamento de Orientação e Formação do Banco Real e professor da UFMG, trabalhando em Psicologia Social, Psicologia Industrial e Psicologia Transpessoal.
Em 1972 casou-se com a professora de Yoga Maria José Marinho e juntos fundaram a SINTESE - Instituto da Sintese Humana, entitade para estudos do comportamento humano e efeitos da Laya Yoga para curar depressões, insônias, ansiedade, angustias. Dirigiu uma pesquisa na UFMG sobre os efeitos da Laya Yoga, ministrada pela professora Maria José Marinho, formada em 1965 pelo Mestre Caio Miranda.
Mudou-se para Brasília em 1987, tornando-se Presidente da Fundação Cidade da Paz e Reitor da Universidade Holística para a Paz de Brasília -  UNIPAZ.

## Unipaz - Universidade Holística Internacional
A partir de 1987, até falecer em 2008 exerceu a função de reitor da Unipaz - Universidade Holística Internacional, sediada em Brasília.
A  UNIPAZ, criada por ele a pedido do então Governador do Distrito Federal, José Aparecido de Oliveira, é a união da Universidade Holística Internacional com a Fundação Cidade da Paz.
Seu propósito é difundir a cultura da Paz.
A forma de ensino da  UNIPAZ é um exemplo da transdisciplinariedade proposta por diversas recomendações da UNESCO. A estrutura de ensino da  UNIPAZ é baseada em três níveis, os de: sensibilização, de formação e de pós-formação, de pesquisas e de ação reparadora daquilo que o ser humano desorganizou ou destruiu em si mesmo, na sociedade ou na natureza. Que pode ser exposta da seguinte maneira:
1. A Paz consigo próprio (Ecologia e Consciência individuais), sobre os planos do corpo, das emoções e do espírito.
2. A Paz com os outros (Ecologia e Consciência Sociais), sobre os planos da economia, da sociedade e política, e da cultura.
3. A Paz com a natureza (Ecologia e Consciência do Universo), sobre os planos da matéria, da vida e da informação

Pierre Weil estudou diversas doutrinas esotéricas, dentre outras a cultura indiana, chinesa, tibetana, o Antigo Egito e diversas outras tradições esotéricas, sendo um defensor da paz e da harmonia entre os homens e com o meio-ambiente.
Pelos seus escritos e ações em defesa da Paz e do Meio Ambiente é considerado como "um Sábio respeitado e bondoso, cujos textos são sagrados" pelos membros da F:.M:.K:.R:., apesar de tal fato não ter sido comunicado ao Professor Pierre Weil.